# Beauvoir (Sekwana i Marna)
Beauvoir – miejscowość i gmina we Francji, w regionie Île-de-France, w departamencie Sekwana i Marna.
Według danych na rok 1999 gminę zamieszkiwały 193 osoby, a gęstość zaludnienia wynosiła 49 osób/km² (wśród 1287 gmin regionu Île-de-France Beauvoir plasuje się na 1003. miejscu pod względem liczby ludności, natomiast pod względem powierzchni na miejscu 753.).